# Резников, Алексей Львович
Алексе́й Льво́вич Ре́зников (род. 1931, Северо-Кавказский край, РСФСР) — советский инженер-нефтяник, Герой Социалистического Труда, мастер нефтепромыслового управления «Небитдагнефть» Туркменской ССР.

## Биография
Родился в 1931 (по другим данным — в 1933) году в Северо-Кавказском крае РСФСР (ныне — Краснодарский край).
После службы в Советской Армии в 1955 году начал работать в объединение «Туркменнефть» бурильщиком капитального ремонта скважин.
Заочно окончил Грозненский государственный нефтяной технический институт, после чего работал мастером нефтепромыслового управления «Небитдагнефть». Под его руководством бригада буровиков на протяжении ряда лет занимала призовые места в социалистическом соревновании среди нефтяников Туркменской ССР и одной из первых в управлении была удостоена почётного звания «Коллектив коммунистического труда».
За успехи в производстве и проявленную инициативу в организации соревнования за звание бригад ударников коммунистического труда 28 мая 1960 года Указом Президиума Верховного Совета СССР Алексей Львович Резников был удостоен звания Героя Социалистического Труда.
Работал главным инженером нефтепромыслового управления «Лениннефть». В 1968 году назначен заместителем начальника нефтепромыслового управления «Приазовнефть».
В феврале 1973 года переехал в Западную Сибирь, где стал заместителем начальника по подготовке нефти в системе Главтюменнефтегаза. В марте 1973 года назначен начальником нефтегазодобывающего управления «Мегионнефть» производственного объединения «Нижневартовскнефтегаз» (Ханты-Мансийский национальный округ Тюменской области).
В октябре 1976 года возглавил нефтегазодобывающее управление «Варьёганнефть» в посёлке Радужном (Ханты-Мансийский национальный округ). В мае 1977 года перешёл работать в профсоюзные органы.
Избирался депутатом Нижневартовского городского Совета народных депутатов, делегатом XXII съезда КПСС в 1961 году, был членом ЦК Компартии Туркменистана с 1961 по 1968 год.
Выйдя на заслуженный отдых вернулся на родину в Краснодарский край. Сведений о дальнейшей судьбе нет.
Награждён Орденом Ленина и медалями.